# 眾神花園
眾神花園（英語：Garden of the Gods）是位於美國科羅拉多州城市科羅拉多泉的一座公園。1971年，眾神花園被選為國家自然地標，是科羅拉多泉著名旅遊景點。